# Họ Đào kim nương
Họ Đào kim nương hay họ Sim (theo tên gọi của chi Rhodomyrtus), còn gọi là họ Hương đào (theo chi Myrtus) (danh pháp khoa học: Myrtaceae) là một họ thực vật hai lá mầm, được đặt trong bộ Đào kim nương (Myrtales). Sim (đào kim nương), đinh hương, ổi, bạch đàn, tiêu Jamaica và ổi dứa đều thuộc họ này. Tất cả các loài đều có thân gỗ, chứa tinh dầu và hoa mọc thành cụm từ 4-5 hoa đơn. Một đặc trưng nổi bật của họ này là li be nằm ở cả hai bên của xylem (chất gỗ), chứ không ở bên ngoài như ở phần lớn các loài thực vật khác. Lá của chúng thuộc loại thường xanh, mọc so le hay mọc đối, lá đơn và thông thường có mép lá nhẵn (không khía răng cưa). Hoa thường có 5 cánh hoa, mặc dù ở một vài chi thì cánh hoa rất nhỏ hay không có. Nhị hoa thường rất dễ thấy, có màu sáng và nhiều về lượng.

## Lịch sử tiến hóa
Thornhill et al. (2012a) ước tính niên đại nhóm chỏm cây Myrtoideae là (90,3-)83 - 71,3(-64,9) Ma (triệu năm trước), với niên đại trẻ hơn, khoảng (78,3-)71,5(-65,4) Ma, được Thornhill et al. (2015) ưu tiên lựa chọn hơn; niên đại (86-)80(-70) Ma được Sytsma et al. (2004) đề xuất và khoảng 75 Ma do Berger et al. (2015) đề xuất.
Các hóa thạch phấn hoa có nguồn gốc từ siêu lục địa cổ đại Gondwana. Sự tan vỡ của Gondwana trong kỷ Phấn trắng (145 đến 66 Mya) đã cô lập về mặt địa lý các đơn vị phân loại tách rời và cho phép hình thành loài nhanh chóng; cụ thể, các chi từng được coi là thành viên của họ cũ Leptospermoideae (hiện nay đã bị xóa bỏ) hiện chỉ cô lập ở Châu Đại Dương. Nói chung, các chuyên gia đồng ý rằng sự hình thành loài địa lý chịu trách nhiệm cho sự khác biệt của các đơn vị phân loại của Myrtaceae, ngoại trừ trường hợp các loài của chi Leptospermum hiện nay cũng sinh tồn ở cả New Zealand và New Caledonia, những hòn đảo có thể đã bị nhấn chìm dưới nước vào thời điểm phân hóa trong thế Eocen muộn.

## Sự đa dạng loài
Họ Myrtaceae chứa ít nhất 3.000 loài, phân bổ trong 130-150 chi. Chúng phân bổ rộng khắp ở vùng nhiệt đới và ôn đới ấm áp trên thế giới, và nói chung rất phổ biến trong nhiều khu vực đa dạng sinh học của thế giới. Các chi với quả nang như Eucalyptus, Corymbia, Angophora, Leptospermum, Melaleuca, Metrosideros chỉ có ở khu vực Cựu thế giới, tách biệt với chi một loài là Tepualia ở Chile. Các chi với quả nhiều cùi thịt tập trung nhiều ở miền đông Úc và Malesia (khu sinh thái Australasia) và khu vực nhiệt đới Trung- Nam Mỹ. Eucalyptus (bạch đàn) là chi chiếm đa số, gần như có mặt ở khắp mọi nơi trong khu vực ẩm thấp hơn của Úc và kéo dài về phía bắc với mật độ thưa hơn tới tận Philipin. Một cây trong loài Eucalyptus regnans hiện nay là loại thực vật có hoa cao nhất thế giới. Các chi quan trọng khác ở Úc là Callistemon (tràm liễu), Syzygium (trâm, roi), và Melaleuca (tràm). Chi Osbornia, có nguồn gốc ở khu vực Australasia, là các loại cây đước. Eugenia, Myrcia và Calyptranthes là các chi trong số các chi lớn nhất ở Trung và Nam Mỹ. Hệ thống APG III năm 2009 công nhận 131 chi và khoảng 4.620 loài cho họ này. Các ước tính gần đây cho rằng họ này chứa khoảng 5.950 loài trong 132 chi.

## Phân loại
Trong lịch sử, họ Myrtaceae đã từng được chia thành hai phân họ. 
- Phân họ Myrtoideae có quả nhiều cùi thịt và lá đối, mép trơn. Phần lớn các chi trong phân họ này có một trong ba dạng dạng phôi dễ nhận ra. Các chi của Myrtoideae có thể rất khó phân biệt khi không có quả đã chín. Phân họ Myrtoideae được tìm thấy khắp thế giới trong các khu vực nhiệt đới và cận nhiệt đới, với các trung tâm đa dạng nằm ở Trung Mỹ, Nam Mỹ, đông bắc Úc và Malesia.
- Phân họ Leptospermoideae có quả khô, không nứt (quả nang) và các lá mọc so le hay theo vòng xoắn. Phân họ Leptospermoideae tìm thấy chủ yếu ở Australasia, với trung tâm đa dạng nằm ở Úc. Nhiều chi ở miền tây Úc có các lá bị tiêu giảm mạnh và các hoa mang các đặc điểm điển hình cho vùng sinh trưởng khô cằn hơn.

Sự phân chia Myrtaceae thành Leptospermoideae và Myrtoideae đã bị nhiều tác giả nghi ngờ, trong đó có Johnson và Briggs (1984), các ông đã xác định 14 tông hay nhánh trong họ Myrtaceae, và phát hiện ra là phân họ Myrtoideae là đa ngành. Phân tích ở mức độ phân tử của Wilson, O'Brien và cộng tác viên vào năm 2001 đã phát hiện thấy 11 phân nhóm rõ nét trong phạm vi họ này, bao gồm nhiều phân nhóm đã được Johnson và Briggs xác định. Phân tích phân tử sau đó của Sytsma và Litt (2002) đã phát hiện phân nhóm Myrtoideae ở Trung - Nam Mỹ phù hợp với phân họ đa ngành Leptopermoideae.
Các chi Heteropyxis và Psiloxylon, được một số học giả đưa vào trong họ Myrtaceae, nhưng trong khoảng thời gian gần đây lại được tách ra thành các họ riêng rẽ là Heteropyxidaceae và Psiloxylaceae bởi nhiều học giả, dựa trên chứng cứ về sự tách ra của chúng trước khi có sự xuất hiện của tổ tiên chung cho họ Myrtaceae. Tuy nhiên, Wilson, O'Brien et al. cũng như hệ thống APG III năm 2009 vẫn coi các chi này là các thành phần cơ sở của họ Myrtaceae. Phân loại năm 2005 của Wilson et al. công nhận 17 tông trong 2 phân họ Myrtoideae và Psiloxyloideae, dựa trên phân tích phát sinh chủng loài ADN lạp thể.
Phân loại dưới đây lấy theo Wilson (2011) với bổ sung các tông đơn chi Cloezieae, Xanthomyrteae.
- Phân họ Myrtoideae: Khoảng 129 chi, 5.894 loài.
  - Tông Backhousieae: 2 chi, 10 loài.
  - Tông Chamelaucieae: Khoảng 35+ chi và 600+ loài.
  - Tông Cloezieae: 1 chi (Cloezia), 5 loài.
  - Tông Eucalypteae: 7 chi, 935 loài.
  - Tông Kanieae. Có thể tách ra thành Kanieae nghĩa hẹp chỉ gồm 1 chi (Kania) với 6 loài và Tristaniopsideae gồm 7 chi và 59 loài còn lại.
  - Tông Leptospermeae: 10 chi, 178 loài.
  - Tông Lindsayomyrteae: 1 chi, 1 loài (Lindsayomyrtus racemoides).
  - Tông Lophostemoneae: 4 chi, 7 loài.
  - Tông Melaleuceae: 2 chi, 335 loài.
  - Tông Metrosidereae: 1 chi (Metrosideros), 60 loài.
  - Tông Myrteae: 47 chi, 2.690 loài.
  - Tông Osbornieae: 1 chi, 1 loài (Osbornia octodonta).
  - Tông Syncarpieae: 1 chi (Syncarpia), 3 loài.
  - Tông Syzygieae: 1 chi (Syzygium) và khoảng 1.045-1.200 loài.
  - Tông Tristanieae: 2 chi, 4 loài.
  - Tông Xanthomyrteae: 1 chi (Xanthomyrtus), 23 loài.
  - Tông Xanthostemoneae: 3 chi, 48 loài.
- Phân họ Psiloxyloideae = Heteropyxidoideae: 2 chi, 4 loài.
  - Tông Heteropyxideae: 1 chi (Heteropyxis), 3 loài.
  - Tông Psiloxyleae: 1 chi, 1 loài (Psiloxylon mauritianum).

### Các chi
| Acca Accara Acmena Acmenosperma Actinodium Agonis Allosyncarpia Amomyrtella Amomyrtus Angasomyrtus Angophora Archirhodomyrtus Arillastrum Astartea Asteromyrtus Austromyrtus Backhousia Baeckea Balaustion Barongia Basisperma Beaufortia Blepharocalyx Callistemon Calothamnus Calycolpus Calycorectes Calyptranthes Calyptrogenia Calythropsis Calytrix Campomanesia Carpolepis Chamelaucium Chamguava Choricarpia Cleistocalyx (Vối) Cloezia Conothamnus Corymbia Corynanthera Cupheanthus Darwinia Decaspermum | Eremaiea Eucalyptopsis Eucalyptus Eugenia Feijoa (Acca) Gomidesia Gossia Hexachlamys Homalocalyx Homalospermum Homoranthus Hottea Hypocalymma Kania Kjellbergiodendron Kunzea Lamarchea Legrandia Lenwebbia Leptospermum Lindsayomyrtus Lithomyrtus Lophomyrtus Lophostemon Luma Lysicarpus Mallostemon Marlierea Melaleuca (Tràm) Meteoromyrtus Metrosideros Micromyrtus Mitranthes Mitrantia Monimiastrum Mosiera Myrceugenia Myrcia Myrcianthes Myrciaria Myrrhinium Myrtastrum Myrtella Myrteola | Myrtus (Hương đào) Neofabricia Neomitranthes Neomyrtus Ochrosperma Octamyrtus Osbornia Paramyrciaria Pericalymma Phymatocarpus Pileanthus Pilidiostigma Piliocalyx Pimenta Pleurocalyptus Plinia Pseudanamomis Psidium (Ổi) Purpureostemon Regelia Rhodamnia Rhodomyrtus (Sim, Đào kim nương) Rinzia Ristantia Scholtzia Siphoneugena Sphaerantia Stereocaryum Stockwellia Syncarpia Syzygium (Trâm, roi) Tepualia Thryptomene Tristania Tristaniopsis Ugni Uromyrtus Verticordia Waterhousea Welchiodendron Whiteodendron Xanthomyrtus Xanthostemon |